# Rugosa
A Rugosa vagy korall hold egy hold a Csillagok háborúja elképzelt univerzumában.

## Leírása
A Rugosa hold a Külső Peremben található Rugosa rendszerben helyezkedik el. A Sanbra szektorban és a Balmorra útvonal (Balmorra Run) közelében elhelyezkedő mérsékelt éghajlatú hold, egy kék bolygó körül kering. Felszínét a Klón Háborúk előtti időkben barlangok, mocsarak és sekély vizű óceánok borították, azonban a huttok egy veszélyes vegyszert szórtak a holdra, amitől az égitest óceánjai kiszáradtak, sivatagos felszínt kölcsönözve a holdnak. Az óceánokban élő óriási korallok néhány faja alkalmazkodott a sivatagi élethez és manapság nagy kiterjedésű korallerdei vannak Rugosának. A megmaradt korallok színe a zöldtől kezdve lehet kék vagy akár lila is. Egyik-másik olyan nagyra is megnő, hogy akár a Thief's Eye luxusűrhajó is reája szállhat. Alak szerint lehetnek szarukorallszerűek, agancsszerűek vagy lyukacsos gömb alakúak. A Klón Háborúk alatt az erdő néhány megkövesedett része tönkrement.
Miután a huttok által terjesztett veszélyes vegyszer hatása csökkent, az eső újból elkezdett esni, feltöltve az óceánok kiszáradt medreit. Miután újból jobbak lettek az életfeltételek, a neebrája fiókák a rugosai korallerdőkben kerestek menedéket, amíg elég nagyok és erősek lesznek ahhoz, hogy kirepüljenek a világűr vákuumába.

## Történelem
Y. e. 30 000 körül az első értelmes élőlények, akik felfedezik ezt a holdat, a rakaták. A rakaták az Erőn alapuló hiperhajtású űrhajóikkal számos világot meghódítanak, ezzel megalapítják az úgynevezett Rakata Végtelen Birodalmat (angolul: Rakatan Infinite Empire). A Rugosa csak az egyike a több ezer elfoglalt világnak. Rugosára a rakaták a Soa, a Rettenetes-nek nevezett („Soa the Infernal One”) hadúr vezetésével jutottak el. Ötezer éves uralkodás után egy veszélyes betegség megsemmisítette a rakaták birodalmát, velük együtt a rakata uralmat e holdon is. A hadúr neve és tettei legendává váltak. Rettenetes Soa és a rakata birodalom történetei a megkövesedett korallokra vannak írva.
A rakata birodalom bukása után Rugosa néhány ezer évig lakatlan maradt, aztán néhány toydari felderítő felfedezte a holdat. Ez néhány évszázaddal a Klón Háborúk előtt történt. Ekkortájban a toydari faj, amelynek őshazája Toydaria, a huttok igájában volt. Toydaria nagyon hasonlít Rugosára. A toydari faj őshazáját is mocsarak borítják, de veszélyes ragadozók is vannak rajta; úgyhogy a mocsaras, de a ragadozómentes Rugosa az Édenkertnek tűnt a toydariak számára. A toydariak nem szóltak a felfedezésről hutt uraiknak, és toydari üdülőhelyet csináltak a holdból. Azonban a huttok mégis tudomást szereztek a Rugosáról és haragjukban valami szárazságot okozó veszélyes vegyszert szórtak a holdra. Néhány hónap alatt a kellemes üdülőhely sivataggá változott, az óceánok kiszáradtak, a korallok pedig a felszínre kerültek. Ezóta nevezik a toydariak Rugosát „korall hold”-nak.
A Hidegháború alatt a Sithek a belsavisi „Az Örökkévalóság Ládájá”-nak (Eternity Vault) nevezett rugosai korallokra írt rakata történeteket tanulmányozták, hogy rájöjjenek, kik is valójában a rakaták.

## Megjelenése a filmekben
A „Star Wars: A klónok háborúja” című televíziós sorozat első évadának 1. részében mutatják ezt a holdat. Yoda, a Jedi mester csapataival a Rugosa holdjára utazik tárgyalni, mert Toydaria uralkodója védelmet kért a Galaktikus Köztársaságtól. A szakadárok rátámadnak a köztársaságiakra, Yoda csak három klónnal tud leszállni. A Dooku gróf megbízásában álló szakadár parancsnok, Asajj Ventress párviadalt ajánl a toydariaknak: ha droidserege legyőzi Yoda csapatát, akkor a Toydaria a szakadárokhoz csatlakozik. Yoda elfogadja a kihívást, és bizonyítja: a jedik elég erősek ahhoz, hogy megvédjenek egy stratégiai fontosságú bolygót.